# Yamana Gold
Yamana Gold Inc. ist ein kanadisches Unternehmen mit Sitz in Toronto.
Das Bergbauunternehmen fördert Gold, Kupfer und Silber zu Tage. Das Unternehmen ist an der Toronto Stock Exchange, an der New York Stock Exchange und an der London Stock Exchange gelistet. Es war Teil des Aktienindexes S&P/TSX 60.
Das Unternehmen ist Mitglied im World Gold Council.

## Geschichte
Im Jahr 2003 erwarb der kanadische Investor Peter Marrone die 'alte' Yamana für 18 Millionen Dollar, die bis dahin in Argentinien und Brasilien tätig war und firmierte in die 'neue' kanadische Yamana Inc. um, die an der Toronto Stock Exchange TSX gelistet ist. Durch Ausgabe neuer Aktien konnte dann im selben Jahr Fazienda Brasilero (mit gleichnamiger Mine) übernommen werden. Ebenfalls im Kaufpreis enthalten war das fortgeschrittene Projekt der Chapada Kupfer-Gold Mine.
Im Jahr 2004 nahm die zweite Mine Fazenda Nova den Betrieb auf, zwei Jahre darauf (2006) folgte mit Chapada die dritte Mine. Dadurch erhöhte sich die Jahresproduktion auf etwa 300 000 Unzen.
Stark expandierte das Unternehmen im Jahr 2006 durch die Übernahme von RNC Gold, Desert Sun Mining Corp. und Viceroy Exploration für zusammen 1,24 Milliarden Dollar.
Im darauffolgenden Jahr 2007 wurden die Unternehmen Meridian Gold und Northern Orion erworben. Die Goldproduktion konnte so im Jahr 2008 die eine Million Unzen Grenze überschreiten.
2012 wurde das Cerro Moro Projekt in Argentinien von Extorre Gold Mines gekauft. Schließlich erwarb Yamana 2014 einen 50-prozentigen Anteil an der Canadian Malartic Mine durch ein Joint-Venture mit Agnico Eagle Mines.
Am 31. März 2023 wurde Yamana Gold von dem Unternehmen Pan American Silver aus Vancouver übernommen, wobei die kanadischen Beteiligungen an Agnico Eagle Mines veräußert wurden. Das Delisting erfolgte am 3. April 2023.

## Produktion
Das Unternehmen ist in Argentinien, Brasilien, Chile und Mexiko tätig. Von den acht Bergwerken sind sechs zu 100 % im Unternehmensbesitz:
| NAME              | Land  | ANTEIL | PRODUKTION 2014 in oz | RESERVEN (P+P) in 000 oz | Cash Cost in US-$ |
| ----------------- | ----- | ------ | --------------------- | ------------------------ | ----------------- |
| Alumbrera         | ARG   | 12,5 % | 39.700 (ant.)         | 185                      | 324 $             |
| Canadian Malartic | CDN   | 50 %   | 143.000               | 4.329                    | 702 $             |
| Chapada           | BRA   | 100 %  | 107.400               | 4.033                    | −981 $            |
| El Peñón          | Chile | 100 %  | 282.600               | 1.682                    | 488 $             |
| Gualcamayo        | ARG   | 100 %  | 180.400               | 1.244                    | 796 $             |
| Jacobina          | BRA   | 100 %  | 75.700                | 2.074                    | 1.078 $           |
| Mercedes          | MEX   | 100 %  | 105.200               | 648                      | 671 $             |
| Minera Florida    | Chile | 100 %  | 100.100               | 613                      | 617 $             |
| Gesamt            |       |        | 1.034.100             | 20.000                   | 716 $             |

Quelle: Yamana Jahresbericht 2014 und Quartalsberichte 2014